# أمير حجييف
أمير صحلي أغلو حجييف - (بالأذرية: Əmir Hacıyev) رسام جرافيك أذربيجاني، حائز على لقب الجدارة عام (1943).

## حياته
ولد أمير حجييف في 17 مايو عام 1899 في  شوشا. بدأ إلى إبداعه بإنشاء الملصقات والصور في 1918 بشوشا. إلتحق بمدرسة أذربيجان الحكومية للفنون في 1923.

منذ النصف الثاني من عام 1920 رسم توضيحيات في مجالات «نقابة»، «نساء أذربيجان». في نفس الوقت إشتغل بالنشاط التربوي في باكو.
«خافار»(1930)، «بلد العمالقة» ميرزا أجدر إبراهيموف (1932)، مولا إبراهيم خليل ميرزا أجدر إبراهيموف(1938)، «سبعة الجمال» (نظامي الكنجوي)(1941)، « مجنون ليلى» (فضولي) (1953)، «صندوق البريد»(1960) من توضيحياته المتميزة.
في الفترات 1941-1945 بدأ في إنشاء ملصقات الدعاية خلال الجبهة الشرقية (الحرب العالمية الثانية).
أمير حجييف هو مؤالف سلاسل مصغرة مثل «أذربيجان»، شوشا، شماخى، باكو أيضا.
كان دوره أمير حجييف هام في تشكيل أحد من طلابه كزيم كزيمزاده كفنان مشهور.
حصل أمير حجييف حائز على جائزة حكومية في جمهورية أذربيجان الاشتراكية السوفيتية في 1943.
كان عضوا في الحزب الشيوعي السوفيتي في 1945.
توفي الفنان البارز في 21 أغستس عام 1972 في مدينة باكو.